# دهرود العليا (مقاطعة دشتستان)
دهرود العليا (بالفارسية: دهرود علیا) هي قرية تقع في إيران في قسم دهرود الريفي. يقدر عدد سكانها بـ 1,082 نسمة .